# Dicranomyia contristans
Dicranomyia contristans är en tvåvingeart som först beskrevs av Alexander 1946.  Dicranomyia contristans ingår i släktet Dicranomyia och familjen småharkrankar.
Artens utbredningsområde är Peru. Inga underarter finns listade i Catalogue of Life.